# Oskar Schreiber (Politiker)
Oskar Schreiber (* 15. Juli 1844 in Billinghausen; † 21. August 1927 in Arolsen) war ein deutscher Rentier und Politiker.
Schreiber war der Sohn des Gutsbesitzer Gustav Schreiber (1804–1872) und dessen zweiter Ehefrau Marianne Albertine Ottilie, geborene Rhode (1821–1900). Er heiratete am 6. März 1908 in Elbing Sophie Pfeil (1865–1908). Vor 1892 war er Rentier und Generalsekretär des Landwirtschaftlichen Vereins. 1892 bis 1920 war er Obervorsteher der Milden Stiftungen in Arolsen. 1911 bis 1926 war er stellvertretendes Mitglied der Kommission für das Heimatwesen. Darüber hinaus hatte er viele Ehrenämter in seinem Heimatkreis inne.
Von 1908 bis 1914 war er, wie früher sein Vater und sein Bruder August, Abgeordneter im Landtag des Fürstentums Waldeck-Pyrmont. Er wurde im Wahlkreis Kreis der Twiste gewählt.